# Lagarto (piłkarz)
Lagarto, właśc. Severino da Silva (ur. 17 czerwca 1898 w Pelotas, zm. 5 marca 1972) – piłkarz brazylijski grający na pozycji napastnika.

## Kariera klubowa
Lagarto karierę piłkarską rozpoczął w klubie Guarany Futebol Clube w 1915 roku. W 1917 roku przeszedł do Grêmio Porto Alegre. Z Grêmio dwukrotnie zdobył mistrzostwo stanu Rio Grande do Sul – Campeonato Gaúcho w 1921 i 1922 roku. W latach 1924–1931 grał w Fluminense FC. Z Fluminense zdobył mistrzostwo stanu Rio de Janeiro – Campeonato Carioca w 1924 roku.

## Kariera reprezentacyjna
Lagarto zadebiutował w reprezentacji Brazylii 6 grudnia 1925 w meczu z Paragwajem podczas turnieju Copa América 1925. Brazylia zajęła drugie miejsce, a Lagarto zagrał we wszystkich czterech meczach z Paragwajem, Argentyną i Urugwajem. Były to jego jedyne mecze w barwach Canarinhos.